# Giuseppe Cafasso
Giuseppe Cafasso (Castelnuovo d ‘Asti, 15 januari 1811 – Turijn, 23 juni 1860) was een Italiaanse priester en een in 1947 gecanoniseerd heilige in de Rooms-Katholieke Kerk.

## Biografie
Giuseppe was het derde van de vier kinderen van het boerenechtpaar Giovanni Cafasso en Orsola Beltrami. In 1947 werd hij heilig verklaard en vanwege zijn bijzondere pastorale zorg voor gevangenen en ter dood veroordeelden tot patroon van de gevangenen uitgeroepen. Hij wordt ook vaak “de priester van de galg” genoemd. Hij was klein van stuk en tenger en rond zijn 12e en 13e jaar groeit hij ten gevolge van de Engelse ziekte scheef. Op afbeeldingen is te zien dat zijn rechterschouder hoger is dan de linker. Cafasso volgt basisonderwijs in zijn geboorteplaats en bij meerdere geestelijken alvorens naar het seminarie te gaan in het nabije Chieri. Op 21 september 1833, tweeëntwintig jaar oud, ontvangt Cafasso zijn priesterwijding uit de handen van de bisschop van Bobbio, mgr. Giuseppe Cavalleri. Er is een speciaal verlof voor nodig: volgens het Kerkelijk Recht is hij meer dan 15 maanden te jong. Hij vervolgt zijn studie in hoofdzakelijk moraaltheologie op een speciaal daartoe opgericht convict. De vier jaar jongere Giovanni Bosco zal dit eveneens doen.

## Levenswerk

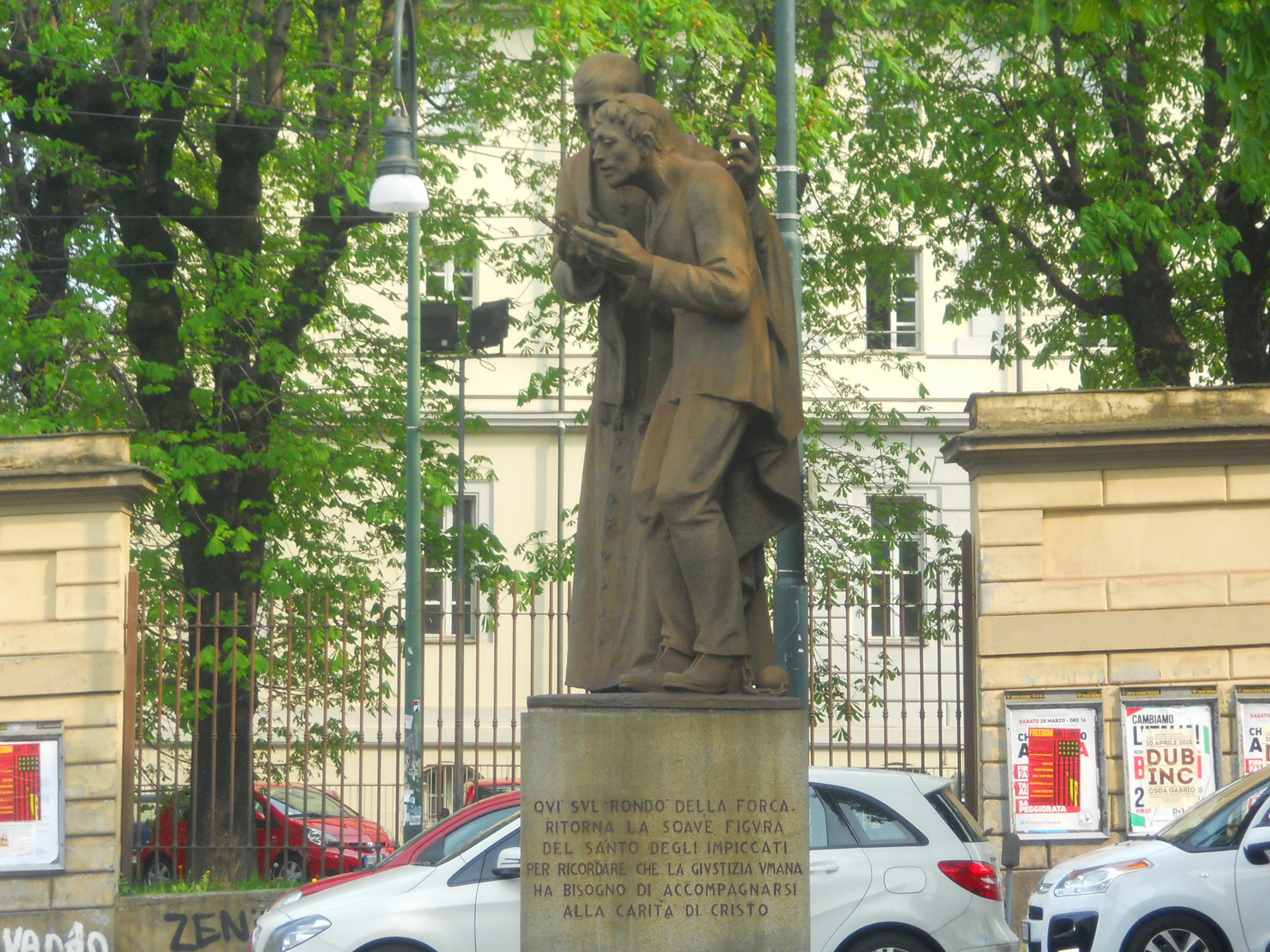
Rondo della Forca

Cafasso blijft aan het convict verbonden, eerst als leraar en vervolgens als geestelijk leidsman en rector. Naast dit werk doet hij nog veel meer. Hij geeft catechese aan jongeren die net ontslagen zijn uit de gevangenissen en aan de jonge schoorsteenvegers uit de vallei van Aosta die als smerige en uitgestoten seizoenarbeiders door de stad trekken. Een werk dat hij later aan Giovanni Bosco overlaat. Cafasso is heel belangrijk geweest voor Don Bosco en diens werk. "In de bul die wordt geschreven als Don Bosco Dienaar Gods wordt, staat dat Cafasso de medestichter en de eerste medewerker is van het werk van Don Bosco". Het werk dat het meest tot de verbeelding spreekt is zijn apostolaat voor de gevangenen en ter dood veroordeelden. Hij heeft verlof om alle gevangenissen van Turijn te bezoeken. Tevens heeft hij toestemming om zijn studenten er heen te sturen. In totaal begeleidt hij in zijn korte leven, hij wordt nog geen vijftig jaar oud, 68 keer iemand naar de galg. Hij blijft bij de veroordeelde tot hij dood is. Honderd jaar na zijn dood wordt Cafasso geëerd met een monument op dat oude galgenveld, vlak bij Valdocco, het “Rondò della Forca”. Gevangenen uit heel Italië hebben het geld bij elkaar gebracht. Op de sokkel van het beeld staat de tekst: “Hier op het rondo van de galg is teruggekeerd de dierbare gestalte van de heilige der gehangenen opdat wij niet vergeten dat het menselijke recht samen moet gaan met de liefde van Christus”. Giuseppe Cafasso wordt begraven in de "Consolata" oftewel Santuario della Consolata, te Turijn.